# 広東省 (汪兆銘政権)
広東省（カントン-しょう）は汪兆銘政権に存在した省。

## 沿革
1940年（民国29年）4月24日、汪兆銘政権政治委員会第4次会議で広東省の設置を決定、省会を広州市と定め、下部に広州市、汕頭市、南海、番禺、順徳、新会、中山、三水、花県、東莞、増城、宝安、従化、博羅、恵陽、潮安、潮陽、澄海、南澳の各県を管轄した。
県政監督のための行政専員公署は4区設置され、1944年（民国33年）9月8日に設置されている。

## 歴代省政府主席・省長
省政府主席
- 陳公博：1940年4月23日 - 11月8日
- 陳耀祖：1940年4月23日 - 1943年1月20日

（1940年11月8日まで代理）
省長
- 陳耀祖：1943年1月20日 - 1944年4月4日〔暗殺〕
- 陳春圃：1944年4月14日 - 1945年4月26日
- 褚民誼：1945年4月26日 - 〔8月、廃止〕